# 1. Klasse Oberschlesien 1942/43
De 1. Klasse Oberschlesien 1942/43 was het tweede voetbalkampioenschap van de 1. Klasse Oberschlesien, die fungeerde als tweede divisie onder de Gauliga Oberschlesien. Om oorlogsredenen werd de competitie in acht regionale groepen opgedeeld waarvan de winnaars aan een eindronde deelnamen om te promoveren. Enkel de winnaars en de uitslagen van de eindronde zijn bekend gebleven. 

## Overzicht
| Afdeling   | Groepswinnaar           | Regio                       | Aantal Teams |
| ---------- | ----------------------- | --------------------------- | ------------ |
| Afdeling 1 | DSC Teschen             | Teschen, Bielitz, Auschwitz | 10           |
| Afdeling 2 | SV Glückauf Beuthen     | Beuthen, Tarnowitz          | 9            |
| Afdeling 3 | SC Preußen Hindenburg   | Hindenburg                  | 11           |
| Afdeling 4 | Reichsbahn SG Gleiwitz  | Gleiwitz                    | 11           |
| Afdeling 5 | Reichsbahn SG Rybnik    | Rybnik                      | 9            |
| Afdeling 6 | Reichsbahn SG Myslowitz | Kattowitz, Myslowitz        | 10           |
| Afdeling 7 | Reichsbahn SG Kattowitz | Kattowitz                   | 11           |
| Afdeling 8 | LSV Annaberg Stubendorf | Oppeln, Neisse              | 9            |

## Promotie-Eindronde

### Groep Ostoberschlesien
| Plaats | Club                    | Wed. | W | G | V | Saldo | Ptn   |
| ------ | ----------------------- | ---- | - | - | - | ----- | ----- |
| 1.     | Reichsbahn SG Kattowitz | 6    | 4 | 1 | 1 | 24:13 | 09:03 |
| 2.     | Reichsbahn SG Myslowitz | 6    | 4 | 0 | 2 | 27:11 | 08:04 |
| 3.     | Reichsbahn SG Rybnik    | 6    | 1 | 3 | 2 | 09:15 | 05:07 |
| 4.     | DSC Teschen             | 6    | 0 | 2 | 4 | 07:28 | 02:10 |

|  | Promotie naar Gauliga Oberschlesien 1943/44 |

### Groep Westoberschlesien
| Plaats | Club                    | Wed. | W | G | V | Saldo | Ptn   |
| ------ | ----------------------- | ---- | - | - | - | ----- | ----- |
| 1.     | SC Preußen Hindenburg   | 5    | 5 | 0 | 0 | 19:06 | 10    |
| 2.     | SV Glückauf Beuthen     | 5    | 3 | 0 | 2 | 10:10 | 06:04 |
| 3.     | LSV Annaberg Stubendorf | 5    | 2 | 0 | 3 | 13:19 | 04:06 |
| 4.     | Reichsbahn SG Gleiwitz  | 5    | 0 | 0 | 5 | 05:12 | 00:10 |

|  | Promotie naar Gauliga Oberschlesien 1943/44 |